# Wagneriana juquia
Wagneriana juquia là một loài nhện trong họ Araneidae.
Loài này thuộc chi Wagneriana. Wagneriana juquia được Herbert Walter Levi miêu tả năm 1991.